# جام ملت‌های آسیا ۱۹۶۰
دور پایانی دومین دوره مسابقات جام ملت‌های آسیا در ماه اکتبر سال ۱۹۶۰ میلادی برگزار شد.
این بازی‌ها در ۱۴ اکتبر آغاز شد و در ۲۳ اکتبر به پایان رسید.
این دوره از بازی‌ها در به میزبانی کشور کره جنوبی برگزار شده است.
در پایان بازی‌ها کشور کره جنوبی به مقام قهرمانی دست یافت، همچنین کشور اسرائیل به مقام دوم، کشور جمهوری چین به مقام سوم و تیم ویتنام جنوبی به مقام چهارم دست یافت است.

## ورزشگاه
| سئول · | سئول            |
| ------ | --------------- |
| سئول · | ورزشگاه هیوچانگ |
| سئول · | ظرفیت: ۱۵٬۱۹۴   |
| سئول · |                 |

## مرحله انتخابی
- ۱۴ تیم در مرحله انتخابی شرکت کردند.

## نتایج
| تیم          | امتیاز | بازی | برد | مساوی | باخت | زده | خورده | تفاضل گل |
| ------------ | ------ | ---- | --- | ----- | ---- | --- | ----- | -------- |
| کره جنوبی    | ۶      | ۳    | ۳   | ۰     | ۰    | ۹   | ۱     | ۸        |
| اسرائیل      | ۴      | ۳    | ۲   | ۰     | ۱    | ۶   | ۴     | ۲        |
| جمهوری چین   | ۲      | ۳    | ۱   | ۰     | ۲    | ۲   | ۲     | ۰        |
| ویتنام جنوبی | ۰      | ۳    | ۰   | ۰     | ۳    | ۲   | ۱۲    | ۱۰-      |

| کرهٔ جنوبی                                                                    | ۵ – ۱ | ویتنام جنوبی     |
| ---------------------------------------------------------------------------- | ----- | ---------------- |
| چو یون-اوک ۱۵'، ۷۱' · وو سانگ-کوون ۲۷' · چوی چانگ-مین ۴۷' · مون جونگ-سیک ۵۶' |       | انگوین ون تو ۷۰' |

| کرهٔ جنوبی                              | ۳ – ۰ | اسرائیل |
| -------------------------------------- | ----- | ------- |
| چو یون-اوک ۱۷'، ۶۰' · وو سانگ-کوون ۳۰' |       |         |

| جمهوری چین | ۲ – ۰ | ویتنام جنوبی |
| ---------- | ----- | ------------ |
|            |       |              |

| ویتنام جنوبی               | ۱ – ۵ | اسرائیل                                                                      |
| -------------------------- | ----- | ---------------------------------------------------------------------------- |
| ترن ون انهونگ ۶۸' (پنالتی) |       | رافی لوی ۱۳' · اشتلماخ ۱۸' · شلومو لوی ۲۵' · منخل ۳۲' · آمنون آهارونسکید ۷۰' |

| کرهٔ جنوبی        | ۱ – ۰ | جمهوری چین |
| ---------------- | ----- | ---------- |
| مون جونگ-سیک ۵۴' |       |            |

| اسرائیل       | ۱ – ۰ | جمهوری چین |
| ------------- | ----- | ---------- |
| شلومو لوی ۷۲' |       |            |

## قهرمان
| قهرمان جام ملت های آسیا ۱۹۶۰ |
| ---------------------------- |
| کره جنوبی                    |
| دومین قهرمانی                |

## گلزنان
| ۴ گل - چو یون-اوک ۲ گل - شلومو لوی - مون جونگ-سیک - وو سانگ-کوون ۱ گل - آمنون آهارونسکید | ۱ گل (cont.) - رافی لوی - آوراهام منخل - ناهوم اشتلماخ - ناشناخته - ناشناخته - چوی چانگ-مین - انگوین ون تو - ترن ون انهونگ |